# 마르코 아셀
마르코 타피오 아셀(핀란드어: Marko Tapio Asell, 1970년 5월 8일~)은 핀란드의 레슬링 선수, 정치인이다. 올림픽에 2회 참가하여 1996년 하계 올림픽 그레코로만형 웰터급에서 은메달을 획득했다.
은퇴 후에는 정치인으로 활동 중이다. 현재 핀란드 사회민주당 당원이며 의원으로 역임 중이다.